# 김지환 (축구 선수)
김지환(한국 한자: 金智煥, 1988년 4월 21일 ~ )은 대한민국의 전 축구 선수이며, 포지션은 골키퍼였다.